# Nicolas-Prosper Levasseur

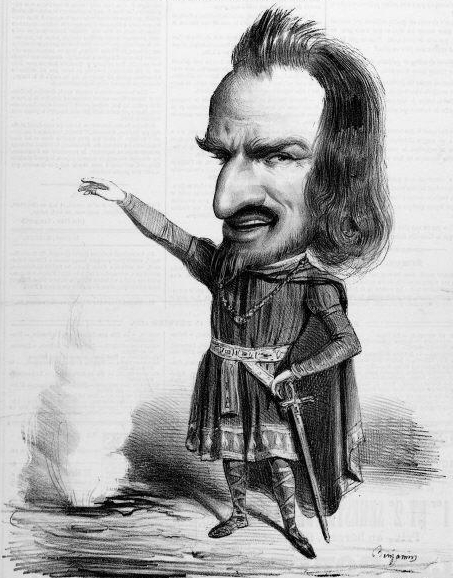
Caricatura de Nicolas-Prosper Levasseur en el rol de Robert le diable.

Nicolas-Prosper Levasseur (Bresles, Picardia, 1791 - París, Illa de França, 7 de desembre de 1871) fou un cantant francès.
Dotat d'una notable veu de baix, extensa i ben timbrada, i d'un bon gust, poc acostumat en aquella època, es donà a conèixer en l'Òpera als vint-i-dos anys, però poc satisfet de les condicions del seu contracte, el 1816 passà a Londres, i el 1882 es traslladà a París i entrar en l'Òpera, que no tardà a deixar fins a la seva retirada del teatre el 1852.
El 1841 fou nomenat professor de declamació lírica del Conservatori, i entre les nombroses òperes que estrenà es poden citar especialment Robert le diable i Les Huguenots de Meyerbeer, i l'La Juive de Halévy.